# Albert Casanovas i Vázquez
Albert Casanovas i Vázquez (Reus, 26 d'abril de 1985) és un jugador d'hoquei sobre patins català, que juga a l'equip portuguès del SL Benfica des de la temporada 2018/19.

## Trajectòria
Començà a fer els primers passos en el món de l'hoquei sobre patins jugant com a defensa al Reus Deportiu. La temporada 2001/02 fitxà pel FC Barcelona juvenil i les següents dues temporades ascendí al primer equip, guanyant com a suplent dues Lligues espanyoles (2003 i 2004), una Copa espanyola (2003) i una Copa d'Europa (2003/04). La temporada 2004/05 fitxà pel CH Vila-seca i a la següent tornà al Reus Deportiu per a dues temporades, amb el qui guanyà una Copa espanyola (2006) i una Supercopa espanyola (2007). La temporada 2007/08 fou cedit al CP Vilanova i a la següent al CH Mataró, amb el qual guanyà la Copa de la CERS (2009). La temporada 2009/10 tornà de nou al club reusenc i conquerí la Copa Continental (2010), la Copa Intercontinental (2010) i la Lliga espanyola (2011). La temporada 2014/15 fitxà per l'UD Oliveirense portuguès, sense aconseguir cap títol en dues temporades. De nou, al 2016/17 retornà al Reus Deportiu i guanyà la Lliga Catalana (2016) i la Copa d'Europa (2017). Seguint un nou periple, la temporada 2018/19 fitxà per l'SL Benfica portuguès.
Pel que fa a la seva participació en seleccions, tingué un paper destacat en el combinat català així com en totes les categories de l'espanyol. Amb la selecció catalana assolí el subcampionat de la Copa Amèrica de 2007, i amb la selecció espanyola fou campió del Món sub-18 (2002), d'Europa juvenil (2001), d'Europa júnior (2004) i campió dels World Roller Games (2017). En categoria absoluta de l'espanyola també esdevingué campió d'Europa (2018).

## Palmarès

### FC Barcelona
- 1 Copa d'Europa (2003/04)
- 1 Copa del Rei / Copa espanyola (2003)
- 2 OK Lligues / Lligues espanyoles (2002/03 i 2003/04)

### Reus Deportiu
- 1 Copa Intercontinental (2009/10)
- 1 Copa Continental (2008/09)
- 1 Copa d'Europa (2016/17)
- 1 Supercopa espanyola (2006/07)
- 1 OK Lliga / Lliga espanyola (2010/11)
- 1 Copa del Rei / Copa espanyola (2006)
- 1 Lliga catalana (2016/17)

### CH Mataró
- 1 Copa de la CERS (2008/09)

### Selecció catalana
- Subcampionat de la Copa Amèrica de 2007

### Selecció espanyola
- 1 Campionat del Món (2017)
- 1 Campionat d'Europa (2018)